# In the Clutches of the Gang
In the Clutches of the Gang is een Amerikaanse stomme film uit 1914, geregisseerd door George Nichols en Mack Sennett. Deze korte film wordt beschouwd als verloren gegaan.

## Rolverdeling
| Acteur                  | Personage      |
| ----------------------- | -------------- |
| Roscoe 'Fatty' Arbuckle |                |
| Charles Avery           |                |
| Nick Cogley             |                |
| George Jeske            |                |
| Edgar Kennedy           |                |
| Hank Mann               |                |
| Harry McCoy             |                |
| Rube Miller             |                |
| George Nichols          |                |
| Mabel Normand           |                |
| Ford Sterling           | Chief Tehiezel |
| Al St. John             |                |